# Gennadi Volnov
Gennady Georgiyevich Volnov (cirílico:Геннадий Георгиевич Вольнов) (Moscovo, 28 de novembro de 1939 - Konakovo (Oblast de Tver), 15 de julho de 2008) foi um basquetebolista russo que jogou pelo CSKA Moscou e pela Seleção Soviética.
É considerado um dos grandes atletas da ex-União Soviética e ao lado de Sergei Belov são os dois únicos homens a conquistarem quatro medalhas olímpicas (1960, 1964, 1968 e 1972).
Com a camisa do CSKA Moscou conquistou a Euroliga três vezes (1963, 1969 e 1971) e dez títulos soviéticos.
Volnov é candidato póstumo a entrar no FIBA Hall of Fame.